# 劇場版 寶可夢 就決定是你了！
《劇場版 寶可夢 就決定是你了！》（劇場版ポケットモンスター キミにきめた！），是《宝可梦》動畫系列的第二十部電影。由OLM製作，是紀念精靈寶可夢系列20週年的作品。該部電影的劇情是系列動畫第一集《神奇寶貝！就決定是你了！》的改編，描述小智與皮卡丘踏上成為寶可夢大師的冒險之旅。電影於2017年7月15日在日本上映。

## 劇情簡介
真新鎮的小智以成為寶可夢大師為目標，但他啟程的第一天卻睡過了頭，使他沒能拿到三個初學者寶可夢（妙蛙種子、傑尼龜、小火龍）中的任何一個，而是得到一隻不願意進入寶貝球的皮卡丘。儘管小智很希望與皮卡丘成為朋友，但皮卡丘不領情，不斷以電擊攻擊小智，他的某次攻擊意外命中了烈雀，憤怒的烈雀群起追擊小智與皮卡丘，小智希望皮卡丘進入球中以免受傷害，而受傷的皮卡丘看到小智保護自己的背影，決定成為小智的夥伴。就在此時，傳說的寶可夢鳳王飛過現出彩虹的天空，留下一根彩虹羽毛給小智。
小智在旅途中聽見炎帝出沒的傳聞，雖然他敗在炎帝壓倒性的力量之下，但也結識了兩位訓練師誠子和宗次。小智從宗次口中得知鳳王創造三個寶可夢的傳說，並得知彩虹羽毛是彩虹勇者的象徵，三人便以尋找鳳王為目標，往天青山前進，而幻之寶可夢瑪夏多也偷偷跟著小智。在旅途中的某個夜裡，水君出現在誠子面前。
小智在雨中撿到被訓練師克羅斯拋棄的小火龍，並因此與認為唯有強大的寶可夢才有價值、不重視與寶可夢培養感情的克羅斯成為勁敵，在敗給克羅斯後，小智一直無法面對失敗，甚至口出「最初的寶可夢應該選傑尼龜或妙蛙種子」，導致皮卡丘拋下小智，小智的彩虹羽毛也因為小智失去純真而黯淡。瑪夏多操控了小智的夢境，夢裡是不存在寶可夢的世界，進而讓小智想起皮卡丘是自己最重要的夥伴，羽毛的光澤也恢復成七彩。
抵達天青山後，小智等人與找到伴侶的巴大蝶告別，並與雷公相遇。他們遇見研究鳳王的專家梵爺，並遵循彩虹羽毛的指引企圖喚出鳳王，但卻被克羅斯攔截。瑪夏多現身並監視小智與克羅斯的對戰，在敗給小智後，克羅斯透露自己也曾遇見鳳王，但鳳王卻沒有選中自己，小智表示原因出自克羅斯與寶可夢並非朋友，讓後者憤而搶走小智的彩虹羽毛並喚出鳳王，瑪夏多出手制止克羅斯，並操控克羅斯的鬃岩狼人和周遭的野生寶可夢攻擊小智等人。眾人掩護小智，讓他得以奪回彩虹羽毛，克羅斯為了掩護小智而被鬃岩狼人咬傷，但也因此讓鬃岩狼人擺脫控制。但小智等人不是瑪夏多的對手，他再度希望皮卡丘進入球中免受傷害，並問皮卡丘為何不願進入球內，皮卡丘說：「因為我想一直與你在一起」。小智的真心讓他再度取得了彩虹羽毛，鳳王降臨後治癒了所有的寶可夢，並與小智的皮卡丘進行對戰，這場戰鬥勝負不明。
故事最後，小智接連與克羅斯、宗次和誠子告別，持續與皮卡丘一起朝成為寶可夢大師而努力。

## 登場人物

### 主要角色
| 角色                           | 配音員     | 配音員   | 配音員   | 配音員   |
| 角色                           | 日本       | 臺灣     | 香港     | 中國大陸 |
| ------------------------------ | ---------- | -------- | -------- | -------- |
| 小智（サトシ）                 | 松本梨香   | 汪世瑋   | 鄭家蕙   | 唐雅菁   |
| 皮卡丘（ピカチュウ）（叫聲）   | 大谷育江   | 大谷育江 | 大谷育江 | 大谷育江 |
| 皮卡丘（ピカチュウ）（說話時） | 大谷育江   | 詹雅菁   |          | 鐘可     |
| 誠子（マコト）                 | 佐藤栞里   | 穆宣名   | 黃紫嫻   | 張琦     |
| 宗次（ソウジ）                 | 本鄉奏多   | 歐祖豪   | 張振熙   | 胡藝     |
| 克羅斯（クロス）               | 逢坂良太   | 孟慶府   |          | 李郝瑞   |
| 鳳王（ホウオウ）               | 愛河里花子 | 于正昇   |          | 使用原音 |
| 瑪夏多（マーシャドー）         | 山寺宏一   | 林美秀   |          | 彭佳杰   |

### 次要角色
| 角色                     | 配音員     | 配音員 | 配音員 | 配音員   |
| 角色                     | 日本       | 臺灣   | 香港   | 中國大陸 |
| ------------------------ | ---------- | ------ | ------ | -------- |
| 梵爺（ボンジイ）         | 古田新太   | 符爽   |        | 蘇鑫     |
| 喬伊（ジョーイ）         | 中川翔子   | 林美秀 |        | 蔣靜菊   |
| 莉佳（エリカ）           | 冰上恭子   |        |        | 鐘可     |
| 大木博士（オーキド博士） | 石塚運昇   | 孫中台 |        | 程玉珠   |
| 武藏（ムサシ）           | 林原惠     | 詹雅菁 | 陳雪瑩 | 黃鶯     |
| 小次郎（コジロウ）       | 三木眞一郎 | 吳東原 |        | 梁達偉   |
| 喵喵（ニャース）         | 犬山犬子   | 汪世瑋 |        | 吳迪     |

## 音樂
| 曲別   | 曲名                                | 作詞               | 作曲                       | 編曲                       | 歌 |
| ------ | ----------------------------------- | ------------------ | -------------------------- | -------------------------- | --- |
| 片頭曲 | 目標是神奇寶貝大師〈〉              | 戸田昭吾           | 田中宏和                   | Saku                       | 松本梨香（SME レコーズ） - 自《神奇寶貝劇場版：水都的守護神 拉帝亞斯與拉帝歐斯》以來，相隔15年再次使用「目標是神奇寶貝大師」作為劇場版片頭曲 |
| 片尾曲 | 奧拉席翁的主題曲 ～一起走下去～〈〉 | 太志（Aqua Timez） | 本間昭光（原曲：宮崎慎二） | 本間昭光（原曲：宮崎慎二） | 林明日香（EPICレコードジャパン） |

## 外部連結
- 精靈寶可夢劇場版：就決定是你了！ （页面存档备份，存于） （日語）
- 精靈寶可夢劇場版：就決定是你了！ （页面存档备份，存于） （中文）
- 豆瓣电影上《精灵宝可梦：就决定是你了》的資料 （简体中文）